# Philippe Texier
Pour les articles homonymes, voir Texier.
Philippe Texier, né le 24 mai 1941 à Nîmes, est un magistrat français.

## Biographie

### Carrière de magistrat judiciaire
Après avoir été auditeur de justice (magistrat stagiaire), Philippe Texier est nommé juge d’instruction au TGI de Châlons-sur-Marne le 24 janvier 1970.
Très rapidement, il est nommé substitut du procureur de la République de Marseille (septembre 1971), puis juge d'instruction à Marseille (mars 1972), puis juge d'instruction à Paris (mai 1974).
Après une affectation au Cameroun de mars 1978 à août 1979, il est de nouveau nommé juge d'instruction à Paris.
Il est nommé président du tribunal de grande instance de Melun le 12 mars 1985.
Il est enfin nommé conseiller à la Cour de cassation française où il reste en fonction jusqu'en mai 2006 et maintenu en surnombre jusqu'en mai 2009.

### Autres fonctions
Philippe Texier est membre du Comité des droits économiques, sociaux et culturels des Nations unies de 1987 à 2008 et il a présidé ce comité. 
Il écrit dans Le Monde diplomatique et travaille avec la Fédération internationale des droits de l'homme. Il a dirigé la Division des Droits de l’Homme de l’ONUSAL au Salvador. Il est juge au Tribunal permanent des peuples. Il est membre du comité de parrainage du Tribunal Russell sur la Palestine dont le début des travaux a été présenté le 4 mars 2009.